# 利纳斯
利纳斯（法語：Linas，發音：[linas] ⓘ 或 [lina]），法国中北部城市，法兰西岛大区埃松省的一个市镇，隶属于帕莱索区，其市镇面积为7.51平方公里，2022年1月1日时人口数量为7,310人，在法国市镇中排名第1,475位（2022年）。
利纳斯位于埃松省中北部，法国国道N20线和N104线在其境内十字互通交汇。

## 地名来源
“Linas”一名最初可能以“Linais”的形式被记载，该名称的来源及含义尚有待进一步考证。

## 历史

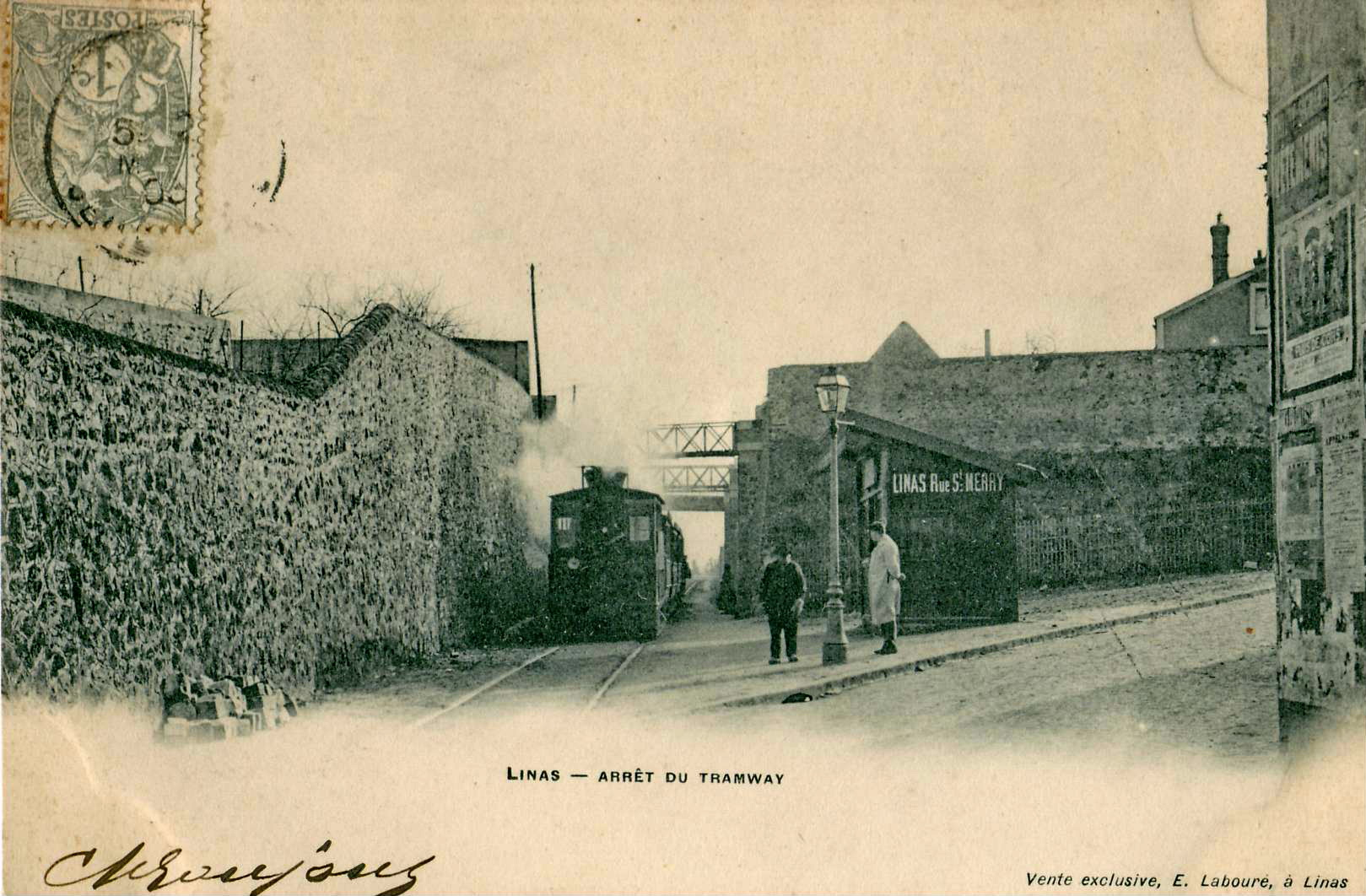
经过利纳斯的巴黎—阿尔帕容铁路

利纳斯的早期历史尚不清楚。根据当地官方网站的论述，公元三世纪和六世纪时，利纳斯境内曾出现教堂。利纳斯最初的确切记载出现于公元936年路易四世的一份手记中。中世纪中后期，利纳斯长期为一处普通农业聚落。途经利纳斯的巴黎—奥尔良道路于1750年建成，后成为法国国道N20线的一部分。法国大革命后，利纳斯成为塞纳-瓦兹省的一个市镇。十九世纪末建成的巴黎—阿尔帕容铁路经过利纳斯。1924年，利纳斯境内建成了一处汽车试验场地，后扩建成为利纳-蒙莱里汽车赛道。自二十世纪中后期以来，得益于巴黎的城市扩张，利纳斯人口数量逐年增加。1964年，塞纳-瓦兹省撤销，利纳斯被划入新建的伊夫林省。1968年，利纳斯被划入埃松省。

## 地理

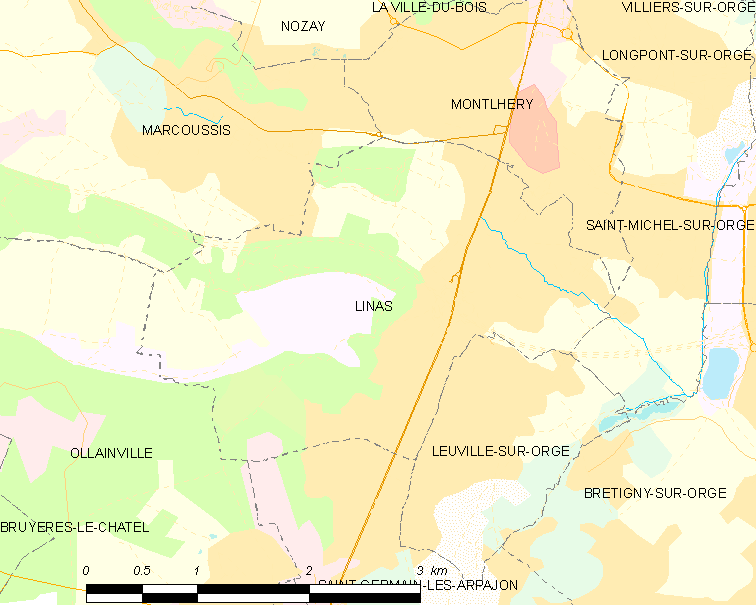
利纳斯市镇范围地图

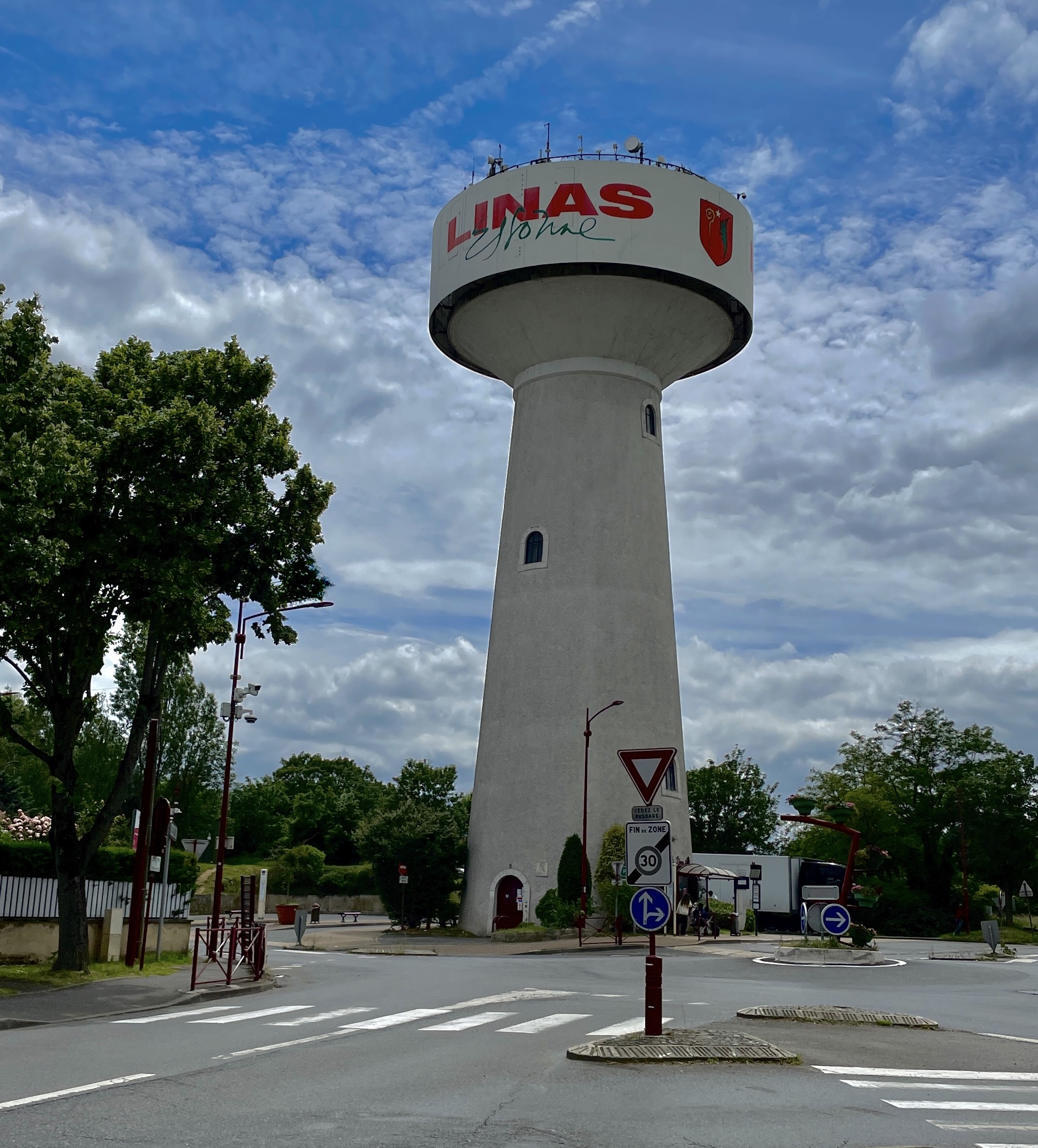
利纳斯水塔

利纳斯位于法国中北部，法兰西岛大区中南部和埃松省中北部，距离省会埃夫里-库尔库罗讷大约15公里。与利纳斯接壤的市镇包括：蒙莱里、圣日耳曼-莱萨尔帕容、奥尔日河畔勒维尔、奥尔日河畔隆蓬、马尔库西和奥兰维尔。

### 地形
利纳斯位于于尔普瓦地区北部，境内以缓丘和平原为主，市镇中心整体地势较为平坦，西南部为丘陵，其顶部被开辟为赛车跑道，全境海拔在46到168米之间。

### 水文
利纳斯位于塞纳河流域范围内，萨尔穆耶河自西北向东南流经利纳斯镇中心。

### 植被
利纳斯属于温带阔叶混交林区，林地多分布于河流附近及市镇西南部的坡地地带，镇中心的河源公园（Parc de la Source）、罗歇·维耶梅公园（Parc de Roger Vuillemet）等是当地主要的城市绿地。
在鲜花城市的评比中，利纳斯被评为2星级鲜花城市。

### 自然灾害
利纳斯的地震危险度等级为1级，属于极低危险；氡辐射等级为1级，属于低危险。1982至2025年5月间，利纳斯境内共发生12次有记录的自然灾害，其中10次洪涝，1次干旱。

### 气候
利纳斯在柯本气候分类法中属于温带海洋性气候（Cfb）。

## 行政区划
利纳斯的市镇编号为91339，邮政编号为91310。
在行政管理方面，利纳斯隶属于法国法兰西岛大区埃松省帕莱索区；在地方选举方面，利纳斯隶属于隆瑞莫县，其市镇范围全境被划入埃松省第四选区；在社会管理方面，利纳斯是巴黎-萨克雷城市圈公共社区的组成部分。
截至2025年6月，利纳斯市镇范围内暂无任何安全优先街区及城市政策优先街区。
法国国家统计与经济研究所（简称“INSEE”）在进行数据统计时，将利纳斯及相邻的另外405个市镇设为巴黎城市核心区，并将包括利纳斯在内的周边共1,926个市镇划为巴黎城市辐射区。此外，INSEE还将利纳斯市镇整体看作一个“块区”（IRIS），以便于统计人口分布情况。

## 交通

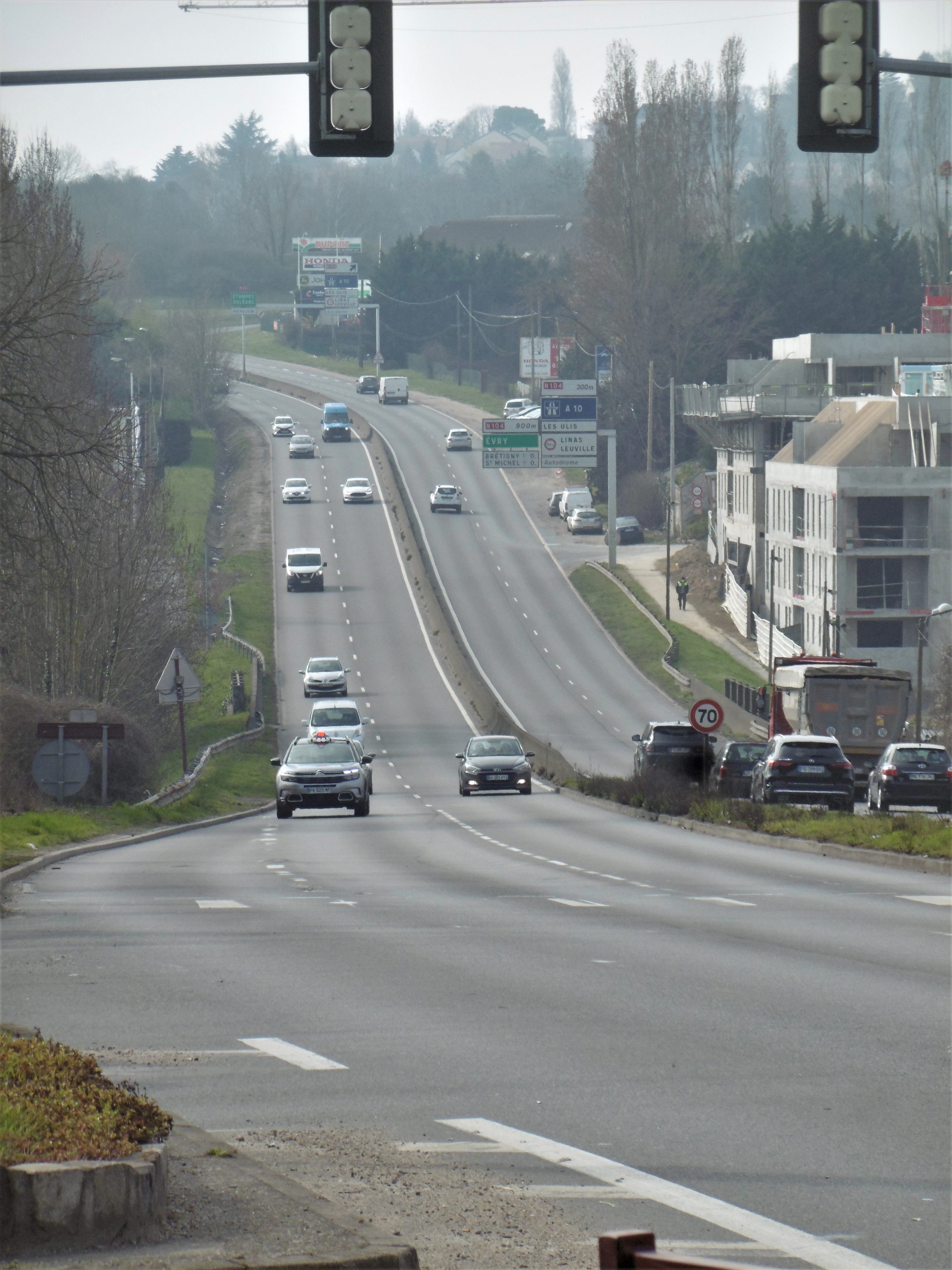
法国国道N20线利纳斯境内的路段

### 公路
法国国道N20线和巴黎外环公路（N104线）在利纳斯市镇范围内互通交汇。
2021年，85.6%的利纳斯家庭拥有至少一辆私人汽车。2023年，利纳斯境内共发生各类交通事故13起，造成6人遇难，17人受伤，其中3人重伤。
| N104 | 13 |

| N104 | 8 |

| 埃夫里 | 15 |

| 奥尔日河畔布雷蒂尼 | 6 |

| 埃唐普 | 25 |

| 阿尔帕容 | 6 |

| 马西 | 13 |

| 奥尔日河畔圣米歇尔 | 3.5 |

### 铁路
距离利纳斯最近的运营中的客运铁路车站为4公里外的奥尔日河畔圣米歇尔站，该站停靠法兰西岛大区快铁C线。

### 航空
利纳斯距离巴黎-奥利机场的干线公路里程大约21公里。

### 城市公共交通
多条公交线路经过利纳斯境内。
| 途经利纳斯境内的主要公共交通线路   | 途经利纳斯境内的主要公共交通线路 | 途经利纳斯境内的主要公共交通线路          | 途经利纳斯境内的主要公共交通线路                                                   |
| 站点                               | 类型                             | 经纬度                                    | 主要停靠线路                                                                       |
| ---------------------------------- | -------------------------------- | ----------------------------------------- | ---------------------------------------------------------------------------------- |
| 拉尔帕若奈 L'Arpajonnais           | 公交车站                         | 48°37′54″N 2°16′15″E / 48.6317°N 2.2709°E | 埃松之心公交路网 4539 （注：此站自东向西单向停靠）                                 |
| 水塔 Château d'eau                 | 公交车站                         | 48°37′36″N 2°15′48″E / 48.6266°N 2.2632°E | 埃松之心公交路网 4503 4539 4543 9114 9115 巴黎-萨克雷公交路网 9105 N123            |
| 勒瑞比莱 Le Jubilé                 | 公交车站                         | 48°36′59″N 2°15′23″E / 48.6164°N 2.2565°E | 埃松之心公交路网 4503 9114 9115 巴黎-萨克雷公交路网 DM151s（注：自北向南单向停靠） |
| 机械规范联盟-公路科技联盟 UNM-UTAC | 公交车站                         | 48°37′24″N 2°14′59″E / 48.6233°N 2.2497°E | 埃松之心公交路网 4543                                                              |
| 1. 2.                              |                                  |                                           |                                                                                    |

## 政治

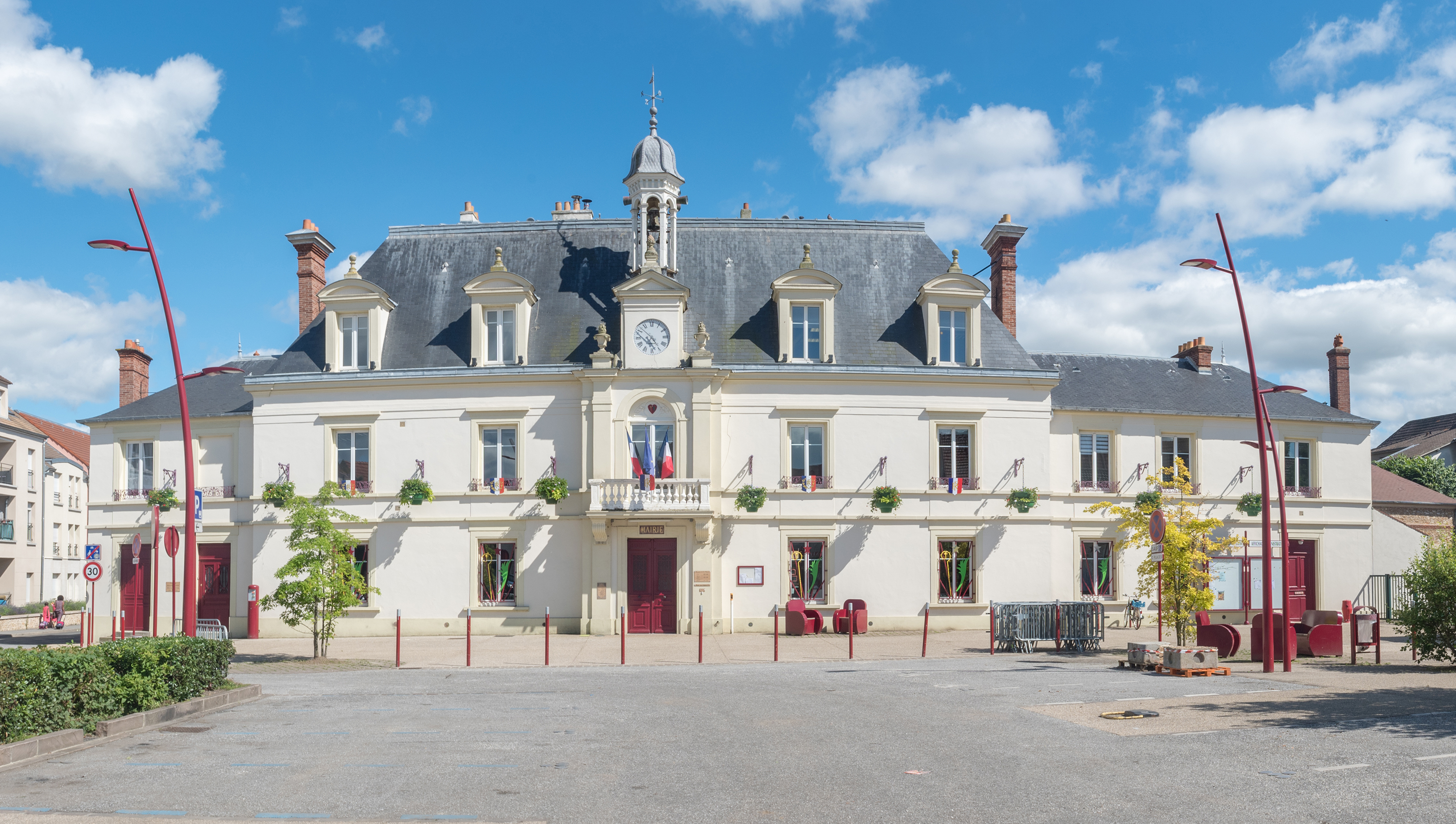
利纳斯市政厅

利纳斯的现任市长为克里斯蒂安·拉尔迪埃先生（Christian LARDIÈRE），他是一名右翼无党派人士，在2020年的市政选举中获得了42.26%的支持率。
在2022年的法国总统大选的第二轮选举中，法国极右翼政党第25任总统埃马纽埃尔·马克龙在利纳斯获得了54.67%的支持率。

## 人口
2022年，利纳斯市镇人口数量为7,310，在法国排名第1,475位。其中男性3,552人，女性3,480人，75岁及以上人口占5.4%，外籍人口数量为573人，人口密度为973人/平方公里，当地居民被称为（男性）或（女性）。2015至2021年间，利纳斯的人口增长率为0.4%。2022年，利纳斯境内出生149人，死亡人口40人。
| 利纳斯1901年－2022年人口变化情况 |
|                                  |
| 数据来源：Cassini、INSEE         |

## 经济
INSEE于2020年将利纳斯划入萨克雷就业区（Zone d'emploi de Saclay），并又于2022年将其划入利纳斯生活区（Bassin de vie de Linas）。截至2022年底，利纳斯市镇范围内共有活跃企业223家，其中74.9%的员工总数在9人及以下；按照产业分类，当地一、二、三产业占比分别为0.0%、26.0%和74.0%。（工程研究）、（工程研究）及（汽车销售）是当地2023年已公布营业额最高的三个企业，分别为76,677,377欧元、19,709,265欧元和15,058,684欧元。

## 财政与居民收入
2023年，利纳斯的财政收入总额为9,450,670欧元，财政支出总额为9,240,650欧元，当年的债务总额为4,625,450欧元。2023年，利纳斯市镇通过增值税获得191,810欧元的收入，此外当地还共获得了1,744,250欧元的国家直接财政补助。
| 利纳斯居民收入情况                               | 利纳斯居民收入情况  | 利纳斯居民收入情况  | 利纳斯居民收入情况  |
| 内容                                             | 利纳斯              | 埃松省              | 法國                |
| ------------------------------------------------ | ------------------- | ------------------- | ------------------- |
| 居民平均时薪                                     | 18.4欧元（2022年）  | 18.4欧元（2022年）  | 17欧元（2022年）    |
| 高级职员人均时薪                                 | 28.3欧元（2022年）  | 28.6欧元（2022年）  | 29.1欧元（2022年）  |
| 中级职员人均时薪                                 | 17.2欧元（2022年）  | 17.4欧元（2022年）  | 16.6欧元（2022年）  |
| 普通职员人均时薪                                 | 13.0欧元（2022年）  | 12.8欧元（2022年）  | 12.1欧元（2022年）  |
| 工人人均时薪                                     | 13.6欧元（2022年）  | 12.8欧元（2022年）  | 12.5欧元（2022年）  |
| 贫困率                                           | 10%（2021年）       | 13.9%（2021年）     | 14.5%（2021年）     |
| 青壮年（15至64岁）失业率                         | 8.5%（2021年）      | 10.3%（2021年）     | 10.4%（2021年）     |
| 家庭总数                                         | 2,730（2022年）     | 2,657（2022年）     | 1,160（2022年）     |
| 征税家庭数量占比                                 | 52.1%（2023年）     | 64.7%（2022年）     | 44.8%（2022年）     |
| 家庭年均纳税                                     | 4,246欧元（2023年） | 3,636欧元（2022年） | 4,481欧元（2022年） |
| 资料来源：INSEE、L'Internaute、Le Journal du Net |                     |                     |                     |

## 社会事务

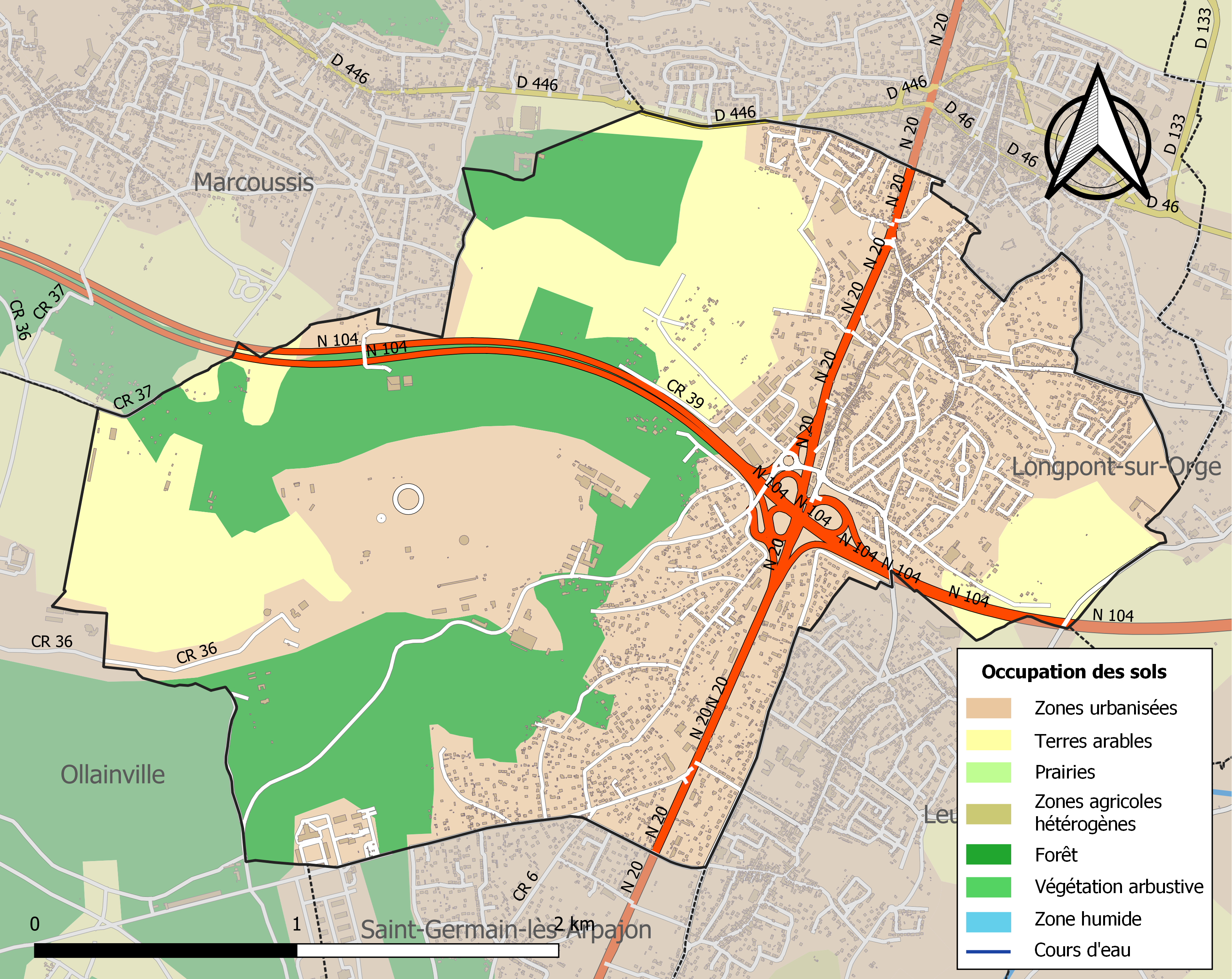
利纳斯土地利用情况地图

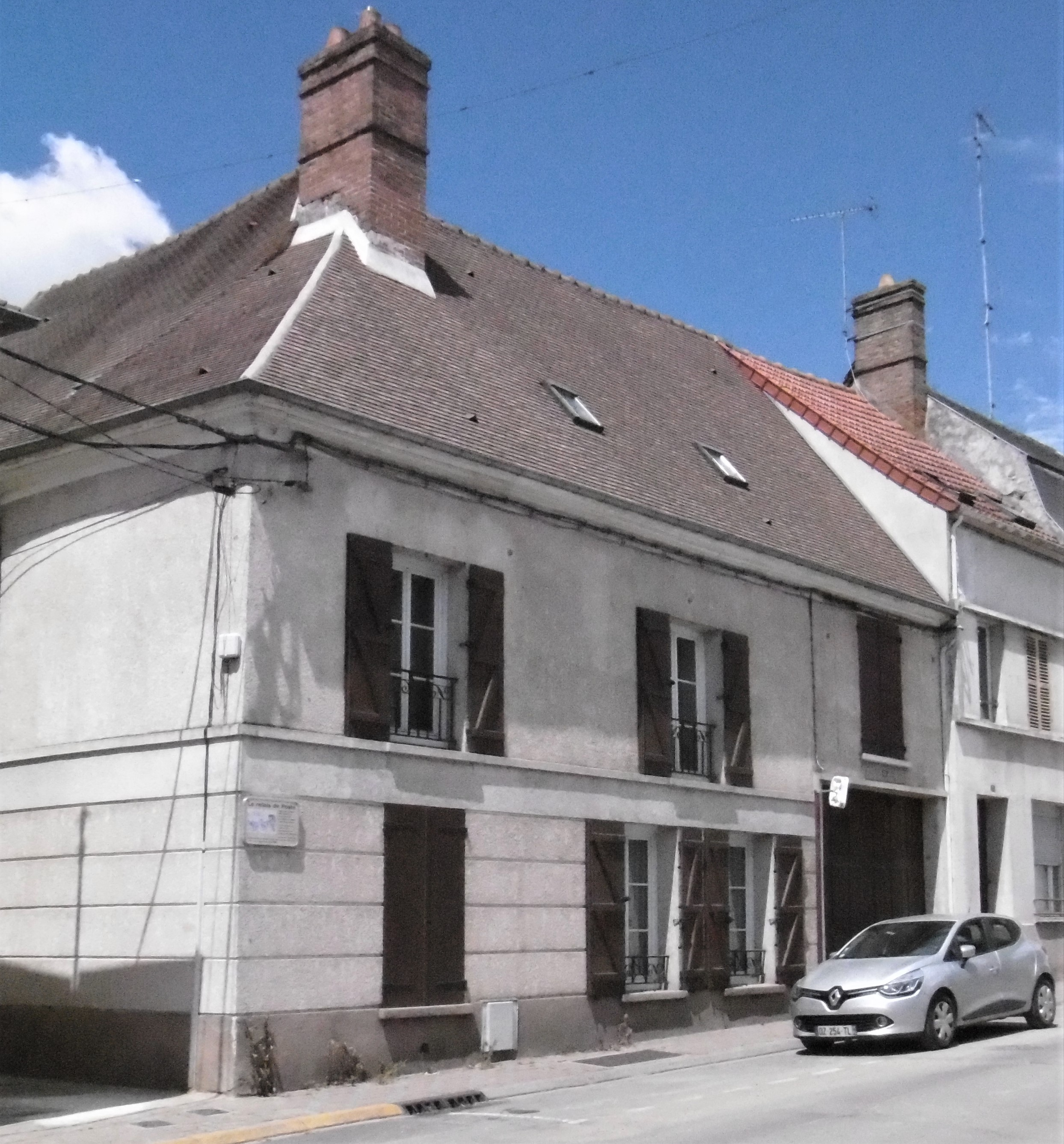
一处民居

### 教育
利纳斯属于凡尔赛学区。截至2023年1月1日，利纳斯境内共有2所幼儿园和2所小学大学校预科班。

### 医疗
截至2023年1月1日，利纳斯境内共有全科医生2名、保健师5名、牙医3名、护士7名、眼科医生1名、药房1家。
距离利纳斯最近的区域性医疗机构为阿尔帕容中心医院（Centre Hospitalier d'Arpajon），其主病区医院位于阿尔帕容市区西南侧，距离利纳斯市区的正常车程大约13分钟，该院设有床位380个。

### 住房
2021年，利纳斯境内共有各类住房3,017套，其中67.8%为独立式住宅，29.9%为集中式住宅。常住房屋占利纳斯市镇范围内居民建筑总量的92.4%。2023年，利纳斯的居住税率为14.70%，不动产税率为37.17%（其中空置土地的不动产税率为86.36%）。
在住房保障政策方面，2023年，利纳斯境内共有1,635户家庭获得了家庭津贴补助，受益人数占总人口数量的22.4%，其中405份为房租补助。

### 商业
2021年，利纳斯境内共有各类实体商铺234家，其中餐厅17家、杂货店1家、面包房4家、装饰品店2家、银行门店1家、美容美发店6家、汽车维修店28家。利纳斯镇中心建有一家Vival便民超市。

### 体育
2023年，利纳斯境内共有1间体育馆、1处网球场以及1处足球或橄榄球场。
截至2025年6月，利纳斯境内共有家注册足球俱乐部。利纳斯-蒙莱里互助体育运动俱乐部（编号518884）是当地的代表性足球队，成立于1960年，其主队2024至2025赛季参加法国全国丙组联赛（法国第五级别），其位于利纳斯境内的主场为COSOM球场（Stade COSOM）。该俱乐部曾在2022年的法国杯比赛中连续击败了两支职业球队（敦刻尔克和昂热）。
法国国立橄榄球中心的部分场地位于利纳斯市镇范围内。

### 环境
利纳斯的环境事务由其所属的巴黎-萨克雷城市圈公共社区联合各级政府协调负责。2021年，利纳斯境内暂无污染企业。

### 治安
2024年，利纳斯市镇范围内累计记录各类案件386起，其中盗窃类案件166起，人身侵犯类案件98起，毒品交易类案件10起。

## 文化

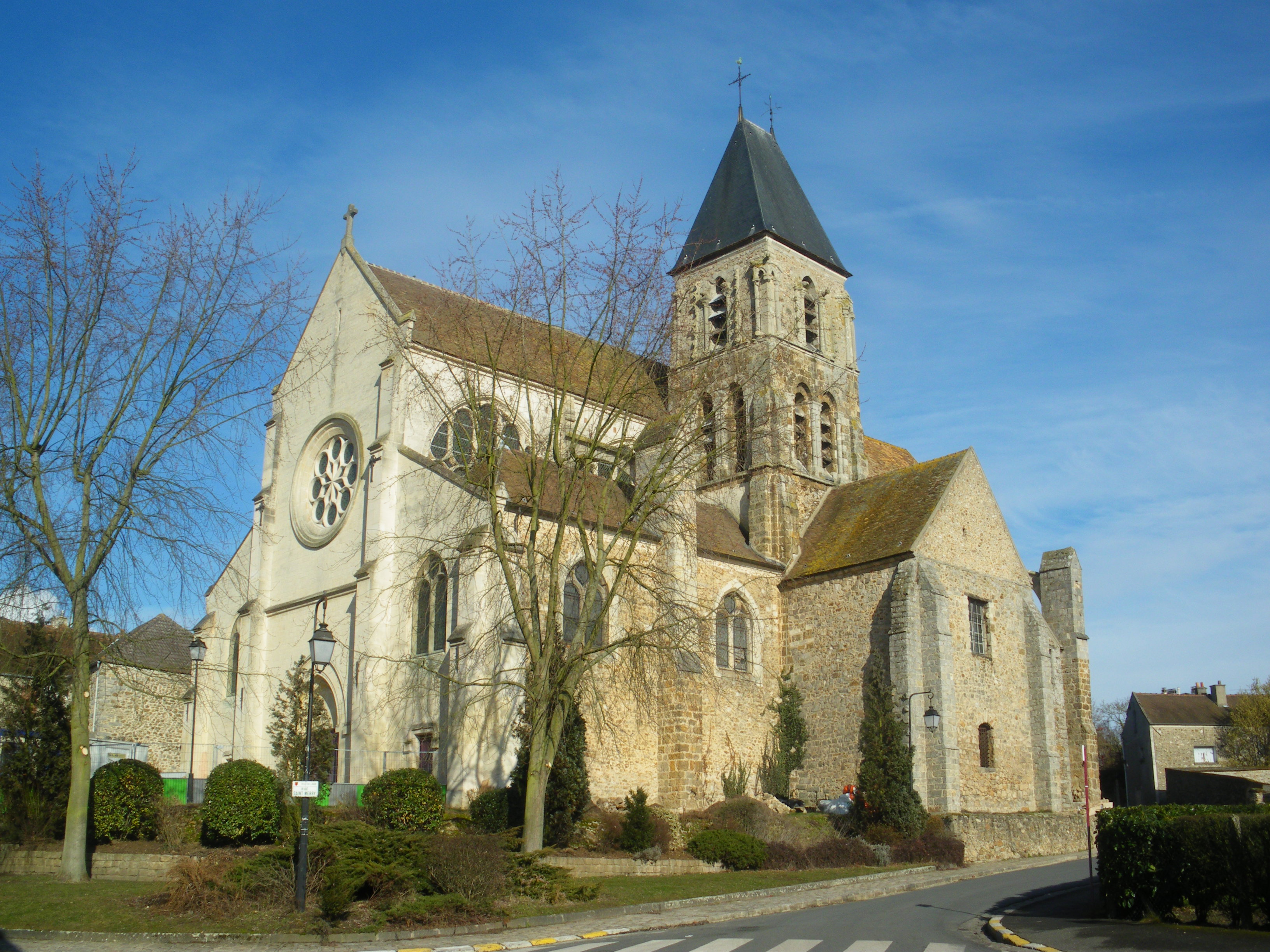
圣梅里修道院

2021年，利纳斯境内暂无任何文化设施。利纳斯境内建有莱米斯多媒体中心（Médiathèque Les Muses），每周二至六向公众开放。

### 建筑
截至2025年6月，利纳斯境内共有1处建筑被列入法国国家文物保护单位，为圣梅里修道院，此外位于N20和N104公路立交桥附近的利纳斯水塔也是当地的一处地标性建筑物。

### 旅游
利纳斯的旅游事务由其所属的巴黎-萨克雷城市圈公共社区联合各级政府协调负责。2024年，利纳斯境内共有2家酒店共计110间房间。

### 媒体
法国主要的媒体均可在利纳斯接收，法国电视三台下属的法兰西岛大区频道在部分时段播出利纳斯所在埃松省的地方新闻。《巴黎人报》、Ici巴黎法兰西岛、BFM电视台法兰西岛频道等是当地主要的地方性媒体。

## 友好城市
截至2025年6月，利纳斯暂无建立任何友好城市关系。